# Clara Schroth
Clara Schroth (Filadelfia, Estados Unidos, 5 de octubre de 1920-Carlisle (Pensilvania), 7 de junio de 2014) fue una gimnasta artística estadounidense, medallista de bronce olímpica en 1948 en el concurso por equipos.

## Carrera deportiva
En las Olimpiadas de Londres 1948 gana el bronce en el concurso por equipos, quedando las estadounidenses situadas en el podio tras las checoslovacas y húngaras, y siendo sus compañeras de equipo: Marian Barone, Consetta Lenz, Dorothy Dalton, Meta Elste, Helen Schifano, Ladislava Bakanic y Anita Simonis.